# La difesa della razza
« La Difesa della razza » (La défense de la race) est l'un des journaux racistes et antisémites publiés pendant la période du fascisme italien.
Il paraît d'août 1938 à juin 1943 et développe son idéologie en s'appuyant sur la participation de cautions scientifiques que l'histoire n'oublie pas.

## Origines
Après la légalisation en 1938 des lois raciales et discriminatoires contre les citoyens juifs, le fascisme italien autorise la création de journaux racistes et antisémites.

Auparavant, le fascisme italien marquait une profonde hostilité au sionisme ; pour le fasciste de la première heure Roberto Farinacci, les Juifs italiens devaient choisir entre le fascisme en Italie et le sionisme en Palestine. Ettore Ovazza, juif et fasciste italien était également hostile au projet sioniste. Pourtant, l'antisémitisme n'était pas la marque de fabrique du fascisme car ce dernier - à la différence du nazisme - n'était ni raciste, ni antisémite à l'origine mais voulait une assimilation totale des Juifs à l'Italie. En 1929, Mussolini explique :  
« Les Juifs sont à Rome depuis l’époque des Rois... Ils étaient cinquante mille sous Auguste et ils demandèrent à pleurer sur la dépouille de Jules César. Nous les laisserons en paix ». 
En 1848, le prince Carlo Alberto de Savoie avait garanti des droits égaux à tous les Italiens.
Néanmoins, le fascisme italien devint officiellement antisémite après les rencontres d'Hitler et de Mussolini en septembre 1937 et mai 1938, qui rapprochèrent politiquement des deux pays et aboutirent aux signatures des lois raciales (commandées par Mussolini et contresignées par le roi Vittorio Emanuele III désavouant son ancêtre) en Italie en automne 1938, à celles du Pacte d'acier (Patto d'Acciaio) en mai 1939 puis à celles du pacte tripartite de l'Axe en septembre 1940. Pour autant, l'Allemagne nazie ne demanda pas aux fascistes italiens de s'opposer aux Juifs.

## Naissance et composition
Dans ce contexte politique, le magazine « La Difesa della razza » naît le 5 août 1938,sous la direction de Telesio Interlandi,,, et est publié toutes les deux semaines par les éditions (it) Tumminelli à Rome.
Le comité de rédaction est composé de personnalités scientifiques de l'époque :  le professeur d'anthropologie Guido Landra, l'ethnologue (it) Lidio Cipriani, le professeur de pédiatrie Leone Franzi, le professeur de zoologie Marcello Ricci, le professeur de pathologie Lino Businco. Le journaliste et politicien Giorgo Almirante fut secrétaire de rédaction de la Difesa jusqu'en 1942.
Le journal est composé de plusieurs dizaines de pages et divisé en quatre rubriques principales : Science (racisme, antisémitisme, préjugés, stéréotypes), Documentation (statistiques, démographie, économie), Controverse (articles d'opinion sur les différentes conspirations des Juifs, francs-maçons...), Questionnaire (questions et réponses aux lecteurs sur ces sujets).
Plusieurs enseignes encore actives de nos jours présentent leurs produits (automobiles, réfrigérateurs, banques...) sur les pages publicitaires du journal : Fiat, Alfa Romeo, Banca Commerciale Italiana....

## Soutien aux lois raciales

### Avant la guerre
Après sa naissance en août 1938, La Difesa della razza s'est vu promoteur et vulgarisateur des lois raciales fascistes de son pays. Il s'agit d'instruire le pays au racisme. A la même époque, outre Il Tevere de Telesio Interlandi, paraissaient aussi Il regime fascista de Roberto Farinacci, La vita italiana de Giovanni Preziosi ou le journal Il Giornale d’Italia, partiellement ou totalement de même acabit,.
Le magazine « La difensa » détiendra son record de vente en 1938 avec 150 000 exemplaires vendus pour son premier numéro.

### Manifesto della razza
La campagne raciste et antisémite en Italie se fit d'abord à travers la publication du « Manifesto della razza » (Manifeste sur la race) dans le journal Il Giornale d’Italia, le 14 juillet 1938 puis en page 2 du premier numéro de la Difesa della razza du 5 août 1938, dans lequel s'illustraient en 10 points, l'importance du racisme particulièrement à l'égard des Juifs et des Tziganes, et la supériorité de la race italienne devenue  « pure race d'origine aryenne incontestable », à l'aide de représentations graphiques claires qui permettaient une compréhension simplifiée des lois raciales fascistes et qui voulait donner au peuple un sentiment national de fierté raciale par son appartenance à une « race pure italienne »,,. 
C'est Mussolini qui avait chargé l'anthropologue Guido Landra de rédiger ce document, le 24 juin 1938, lequel professore figure aussi parmi les membres du comité de rédaction de « La difesa della razza », comme les dix autres scientifiques de premier plan signataires du manifeste, représentant la caution du monde universitaire italien,,, ainsi que le secrétaire Almirante. En tout, 330 personnalités italiennes ont signé ce document. 

#### Idéologie
En septembre 1938, des lois racistes promulguées en Italie se poursuivirent sur plusieurs mois, menant à l'exclusion des Juifs de la société italienne. Ainsi, le magazine donna libre cours à ses théories et délires fascistes et racistes. La couverture du n° 19 n'hésite pas à montrer des juifs aspirant le sang d'un enfant chrétien (voir Galerie ci-dessous) - allégation antisémite courante depuis le Moyen-âge en Europe (et plus tard en Orient) et qui causa d'innombrables victimes juives à travers les siècles. 

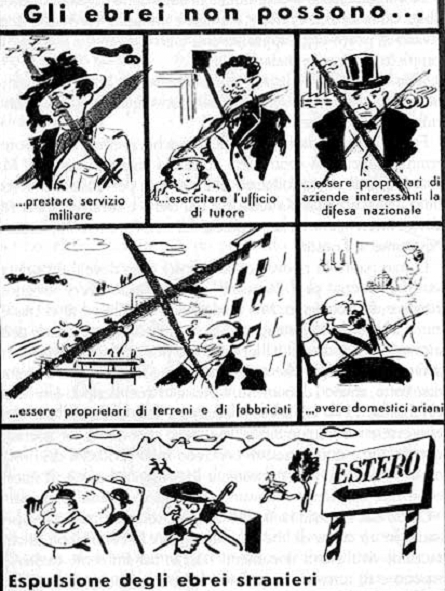
« Les Juifs ne peuvent pas ... », autocollant, 11 mars 1938.

La revue aborda principalement le thème racial mais aussi celui de la démographie et la natalité en Italie, qu'il fallait favoriser.
Pour diffuser l'idéologie des fascistes italiens se voulant héritiers de la Rome impériale et de la « race romaine », le magazine s'appuie notamment sur la « science » à travers la caution scientifique que représentent ses intervenants, sur le faux antisémite Les Protocoles des Sages de Sion mais aussi sur les Anciens de la Rome antique. A cet effet, il interprète les auteurs latins ou grecs de l'Antiquité tels que Caton, Sénèque, Cicéron, Catulle, Tacite, Horace, Virgile ou Tite-Live en faisant de leurs propos « une lecture tronquée » au service du régime.
Sur la « couverture du n° 1 du 5 août 1938 de la revue, un glaive romain sépare un buste romain d’une figurine sémitique du IIIe siècle av. J.-C. et d’une tête de jeune noire » (Voir Infobox). Le Dictionnaire de l'Italie fasciste indique que cette couverture « donne le ton de l'ensemble de la ligne éditoriale... : la civilisation contre la barbarie »
La revue  « La Difesa della razza amène son lectorat à comprendre que les Juifs qui auraient été si souvent les adversaires de Rome, le sont désormais de l’Italie fasciste » et vise à justifier la séparation entre le fier Romain et les populations « barbares », particulièrement celle des Juifs plus commune sur le territoire que celle des Noirs visés aussi par la publication.

## Fin de vie
Dans la défaite italienne, les recettes publicitaires sont allées en s'amenuisant ; le dernier numéro de la revue paraît le 5 juin 1943 et le 16 octobre de la même année, 1 259 juifs romains sont arrêtés dans l’ancien ghetto de Rome pour être déportés au camp d'Auschwitz.

## Publication

### Citations
« Il est temps que les Italiens se proclament franchement racistes. Toute l'œuvre qui jusqu'à présent a fait le régime en Italie est au fond le racisme. Dans les discours du Chef, la référence aux concepts de la race a toujours été très fréquente. La question du racisme en Italie doit être traitée d'un point de vue purement biologique sans intentions philosophiques ou religieuses. »
— De « La diffesa della razza » (La défense de la race), dirigée par Telesio Interlandi, année I, numéro 1, 5 août 1938, page 2.

### Titres et auteurs d'articles
Nombre d'articles antisémites et racistes axés principalement sur la différence des races sont systématiquement publiés dont notamment,, :
- « Le parti italien et le racisme » par Telesio Interlandi, n° 1 du 5 août 1938
- « Racisme », Lidio Cipriani, chargé d'anthropologie à l'Université de Florence, n° 1 du 5 août 1938
- « La race et les différences raciales » par Guido Landra, n° 1 du 5 août 1938
- « L'unité ethnique de la nation italienne dans l'histoire » par (it) Arrigo Solmi, n° 1 du 5 août 1938
- « Les bâtards », Guido Landra, assistant d'anthropologie à l'Université de Rome, n° 1 du 5 août 1938
- « Le problème de la race et l'opportunité d'une enquête anthropométrique de la population italienne » par Franco Savorgnan, professeur titulaire de démographie à l'Université de Rome et président de l'Institut central de statistiques, n° du 5 août 1938
- « Hérédité biologique et racisme » par Marcello Ricci, assistant de zoologie à l'Université de Rome, n° 1 du 5 août 1938
- « Une solution "biologique" à la question juive », n° du 5 octobre 1938
- « La Rome antique et les Juifs », n° du 5 octobre 1938
- « 1789, date néfaste pour l'Italie », n° du 10 novembre 1938
- « Le racisme de Caton l’Ancien » par Roberto Bartolozzi, n° du 20 novembre 1938
- « Révoltes et séditions des Juifs dans l’Empire romain » par (it) Antonio Trizzino, militaire, écrivain et journaliste, n° du 20 mars 1939
- « Tacite et le problème de la race » par Osvaldo Costanzi, n° du 20 mai 1939
- « Race et romanité dans la poésie d’Horace » par Irma Marimpietri, n° du 20 mai 1939
- « Le judaïsme et l’Empire romain » par A. M. de Giglio, n° du 5 octobre 1939
- « La doctrine de la race chez Tite-Live »  par Mario Baccigalupi, n° du 20 février 194

## Réactions contemporaines

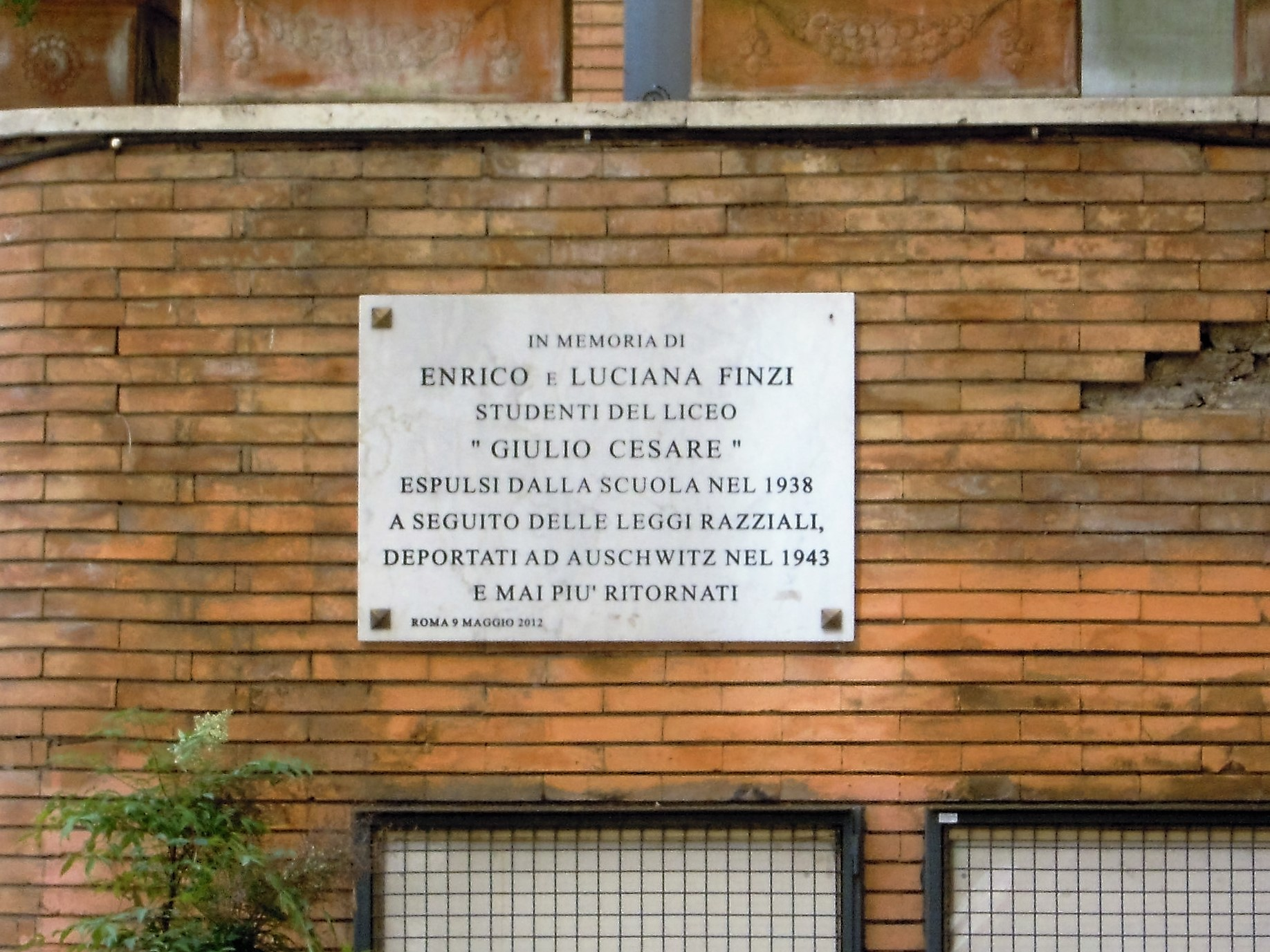
Les frères Finzi expulsés du lycée Giulio Cesare à Rome à cause des lois raciales de 1938, déportés à Auschwitz sans retour.

À propos des signataires du Manifesto della razza de 1938 paru dans La difesa, l'écrivain Franco Cuomo écrit en 2005,,, :
« Personne ne les oublie. Personne ne leur pardonnera jamais ce qu'ils ont incarné dans l'histoire du racisme italien : Lino Businco, Lidio Cipriani, Arturo Donaggio, Leo Franzi, Guido Landra, Nicola Pende, Marcello Ricci, Franco Savorgnan, Sabato Visco et Edoardo Zavattari.

Ils ont légitimé la déportation en Allemagne de huit mille personnes dont sept cents enfants. Ils voulaient démontrer qu'il y a des êtres inférieurs. Et ils y ont réussi, à la première personne... Parce qu'ils l'étaient eux-mêmes. »
Le 15 juillet 2018, quatre-vingts ans après le manifeste, la RAI rappelle que les dix premiers scientifiques signataires du Manifesto dont certains avaient rencontré Hitler ou Himmler et avaient visité les camps d'extermination pour leurs travaux, n'ont jamais été inquiétés après la guerre, qu'ils ont été réintégrés dans leurs privilèges, ont poursuivi leur carrière d'enseignants à l'université, et ont même été célébrés pour leurs mérites à travers des rues, des établissements ou de prix scientifiques à leurs noms,.
Giorgio Almirante, le secrétaire de rédaction, a poursuivi une carrière politique en devenant plus tard le chef du MSI (Mouvement social italien) de la droite nationaliste.

## Galerie

Pages et Premières de couverture du magazine « La difesa della razza. »
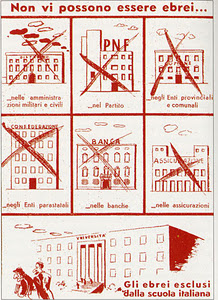
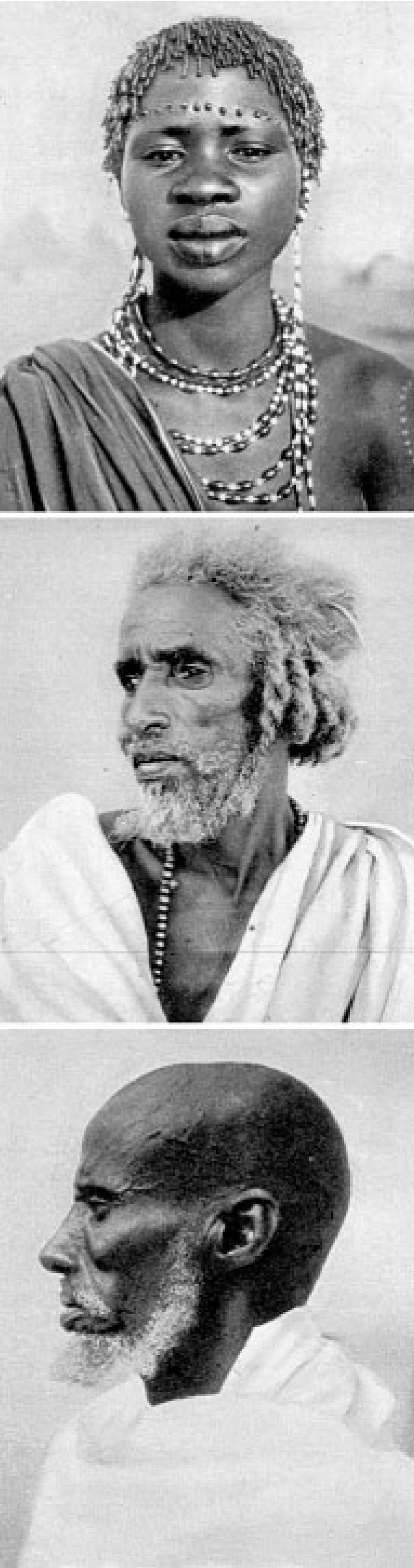
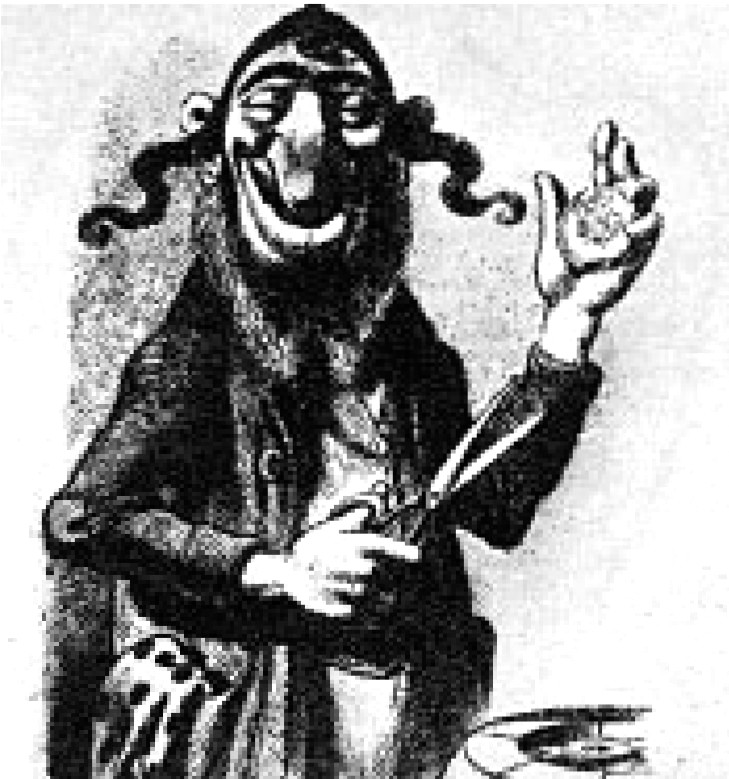
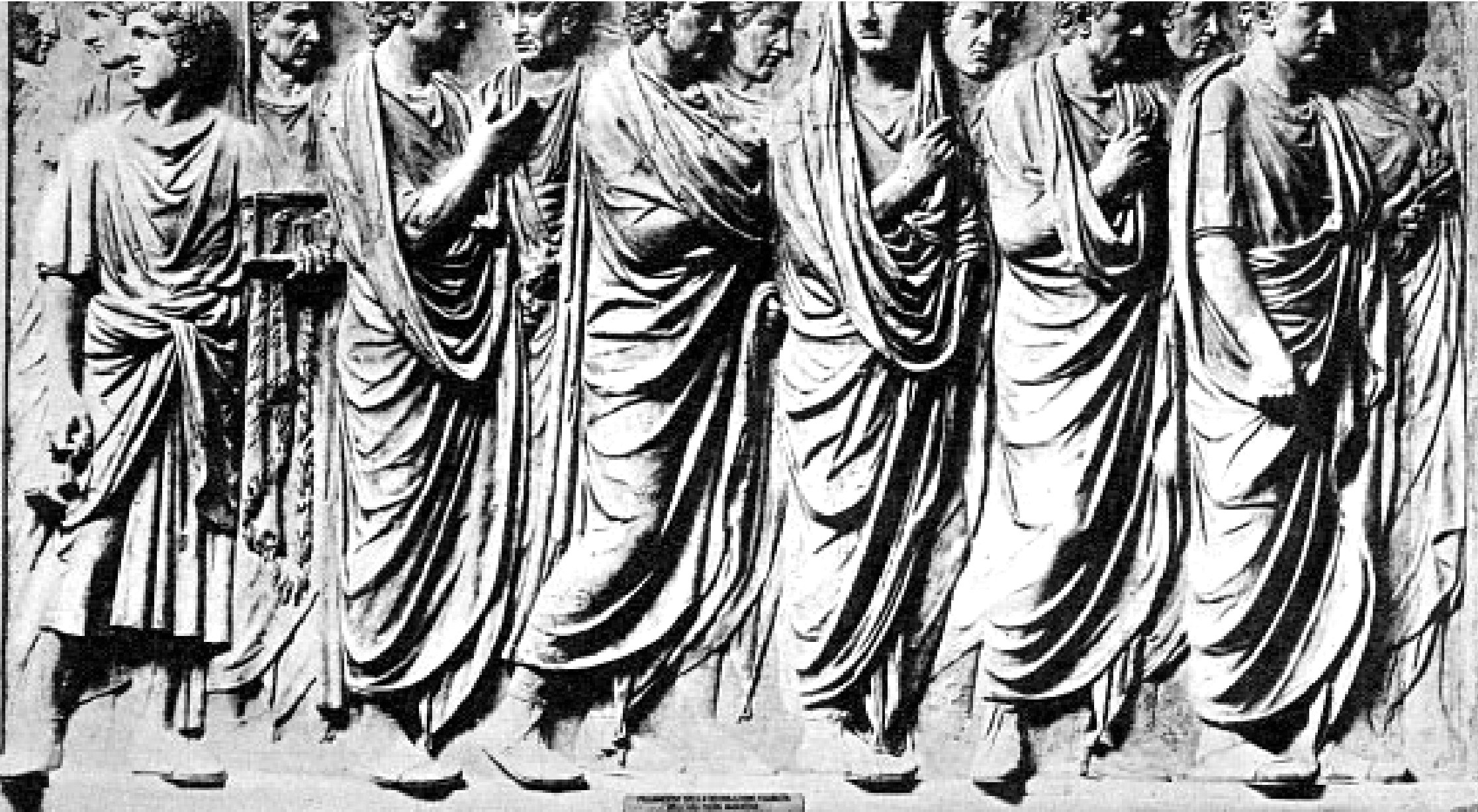
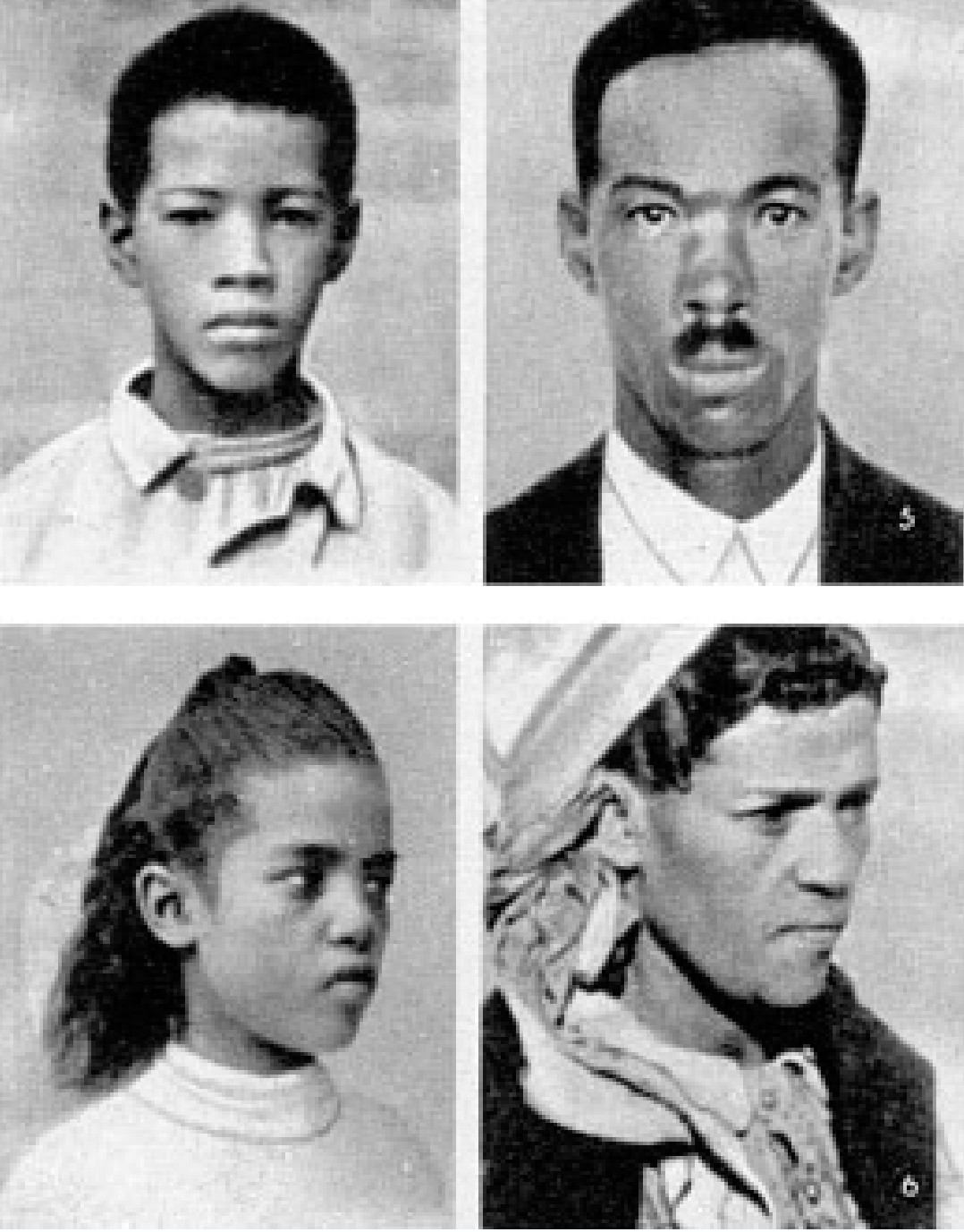
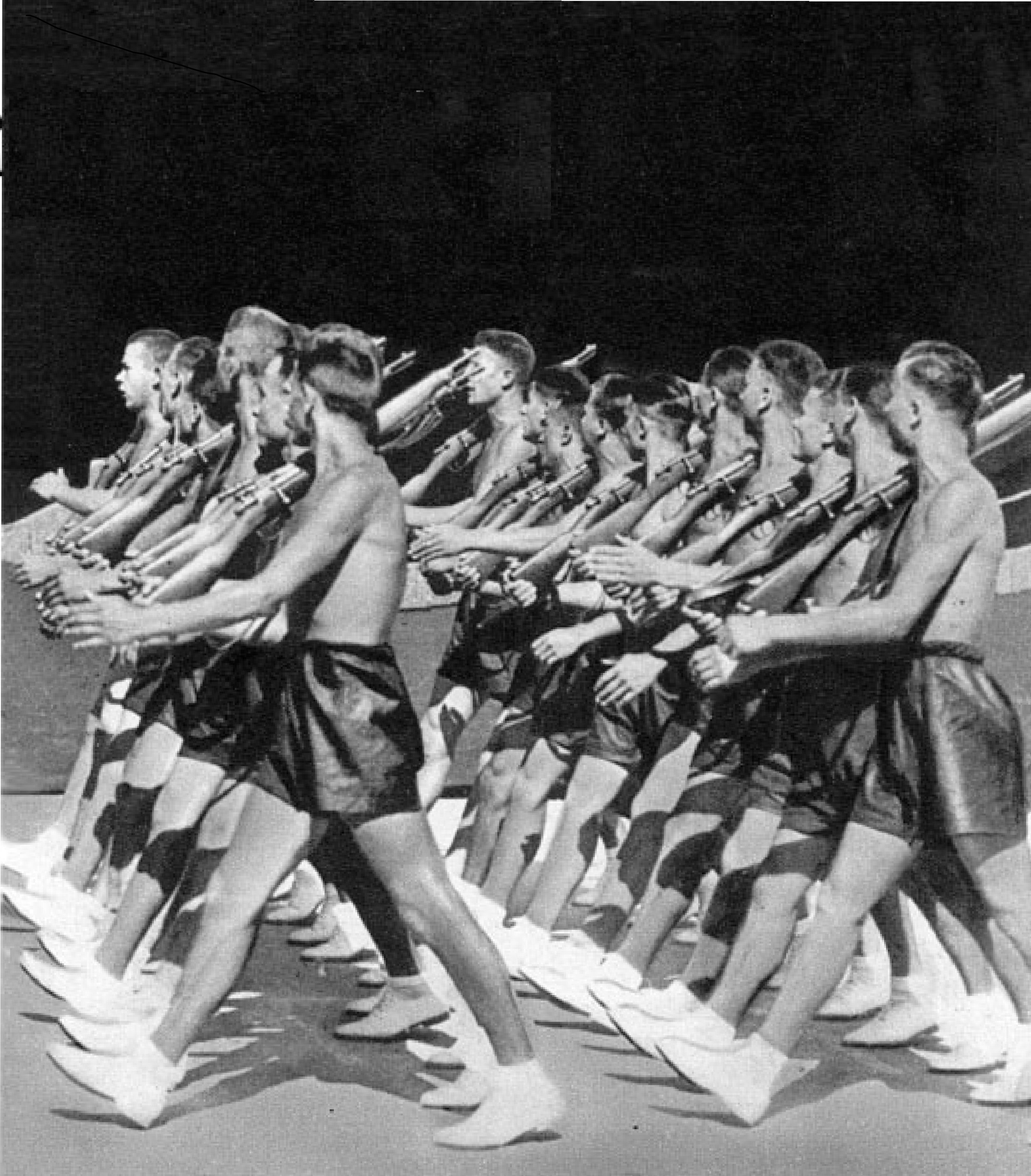
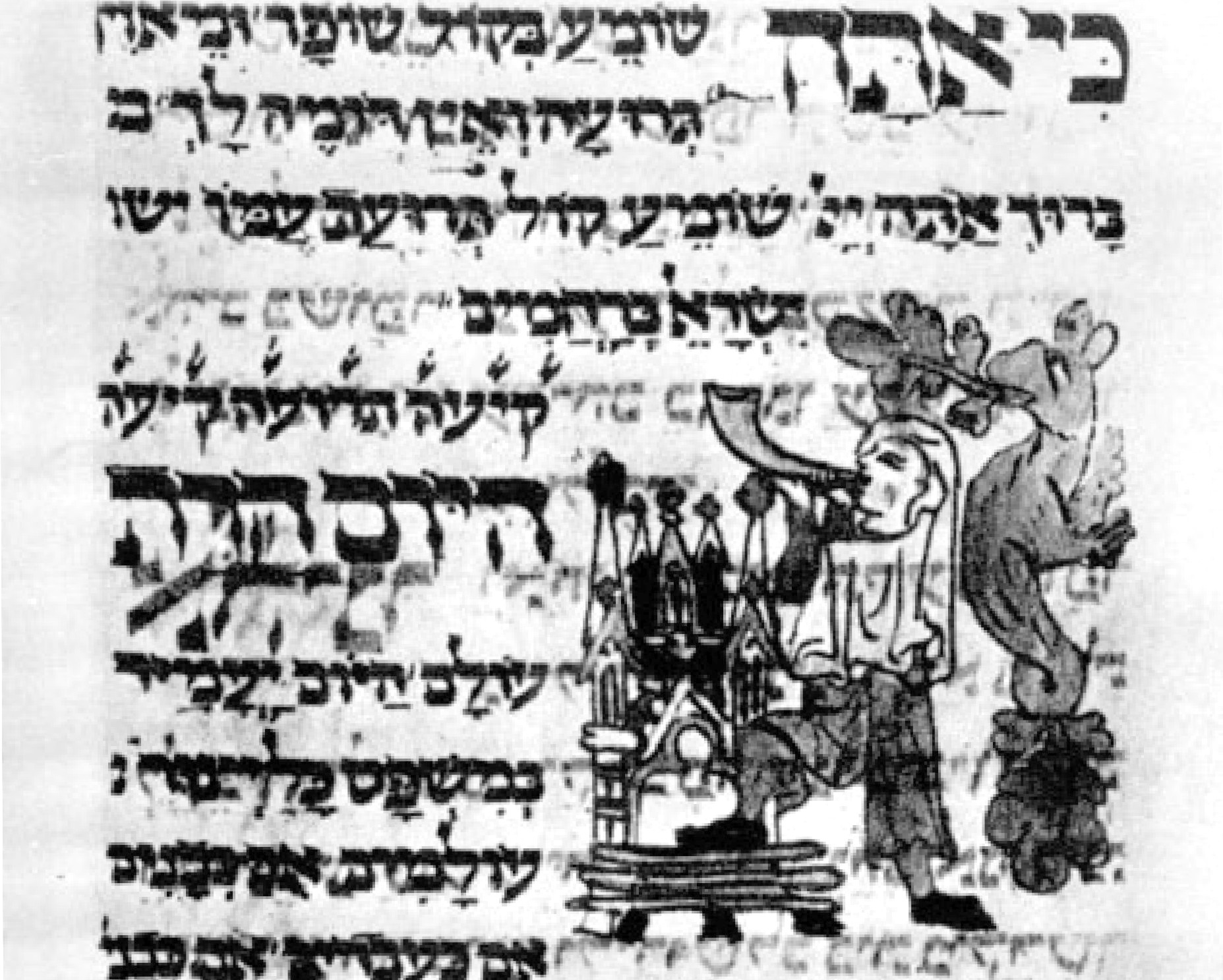
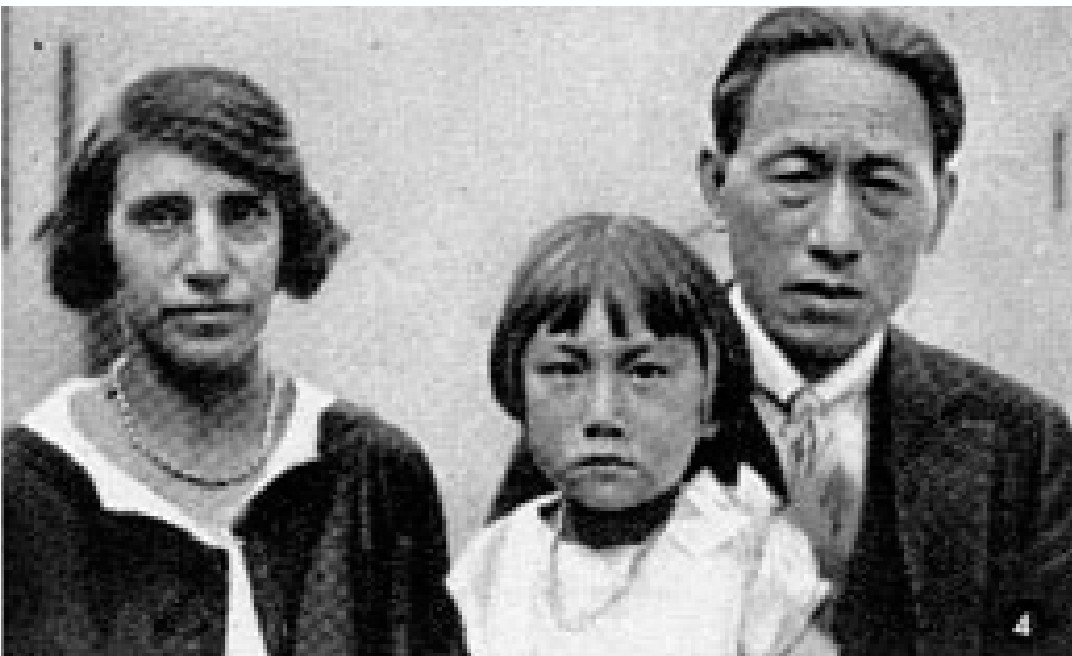

- Fichier:Difesa_della_razza_2.jpg
- Fichier:La_difesa_della_razza,_1938,_006.jpg
- Fichier:La_difesa_della_razza,_1938,_021.jpg
- Fichier:La_difesa_della_razza,_1938,_004.jpg
- Fichier:La_difesa_della_razza,_1938,_013.jpg
- Fichier:La_difesa_della_razza,_1938,_016.jpg
- Fichier:La_difesa_della_razza,_1938,_027.jpg
- Fichier:La_difesa_della_razza,_1938,_012.jpg